# Viverone

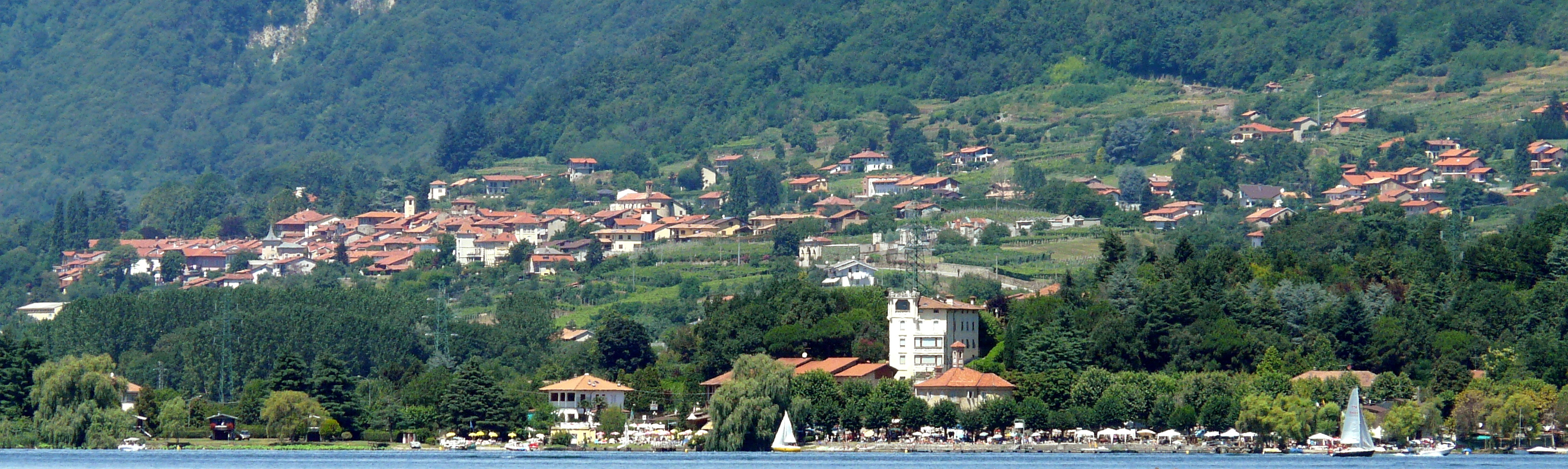

Viverone ist eine Gemeinde mit 1340 Einwohnern (Stand 31. Dezember 2023) in der italienischen Provinz Biella (BI), Region Piemont.
Die Nachbargemeinden sind Alice Castello, Azeglio, Borgo d’Ale, Piverone, Roppolo und Zimone.

## Geographie
Das Gemeindegebiet umfasst eine Fläche von zwölf km².

## Wassersport
Der Lago Viverone zählt wegen des immer flachen und warmen Wassers und zu den schönsten Wasserski- und Wakeboardrevieren Europas.
2011 wurden auf dem See zum ersten Mal seit den 1970er Jahren wieder Motorbootrennen um Welt- und Europameistertitel ausgetragen.

## Sehenswürdigkeiten
Ganz außergewöhnlich für einen solch kleinen Ort sind die "noche latina", lateinamerikanische Nächte, die im Sommer jeden Mittwochabend Besucher aus ganz Piemont nach Viverone ziehen. An der Seepromanenade tummeln sich dann regelmäßig einige tausend Besucher.

## Weinbau
An den Südwesthängen entlang des Seeufers wird Rotwein Barbera, Nebbiolo, Bonarda, Freisa und Weißwein, hauptsächlich Erbaluce angebaut.
POZZO ist eine große weinproduzierende Azienda Agricola. Dort wird der Wein wie üblich auch offen verkauft, sofern man Behälter zum Abfüllen mitbringt.